# St. Oswald (Bozen)

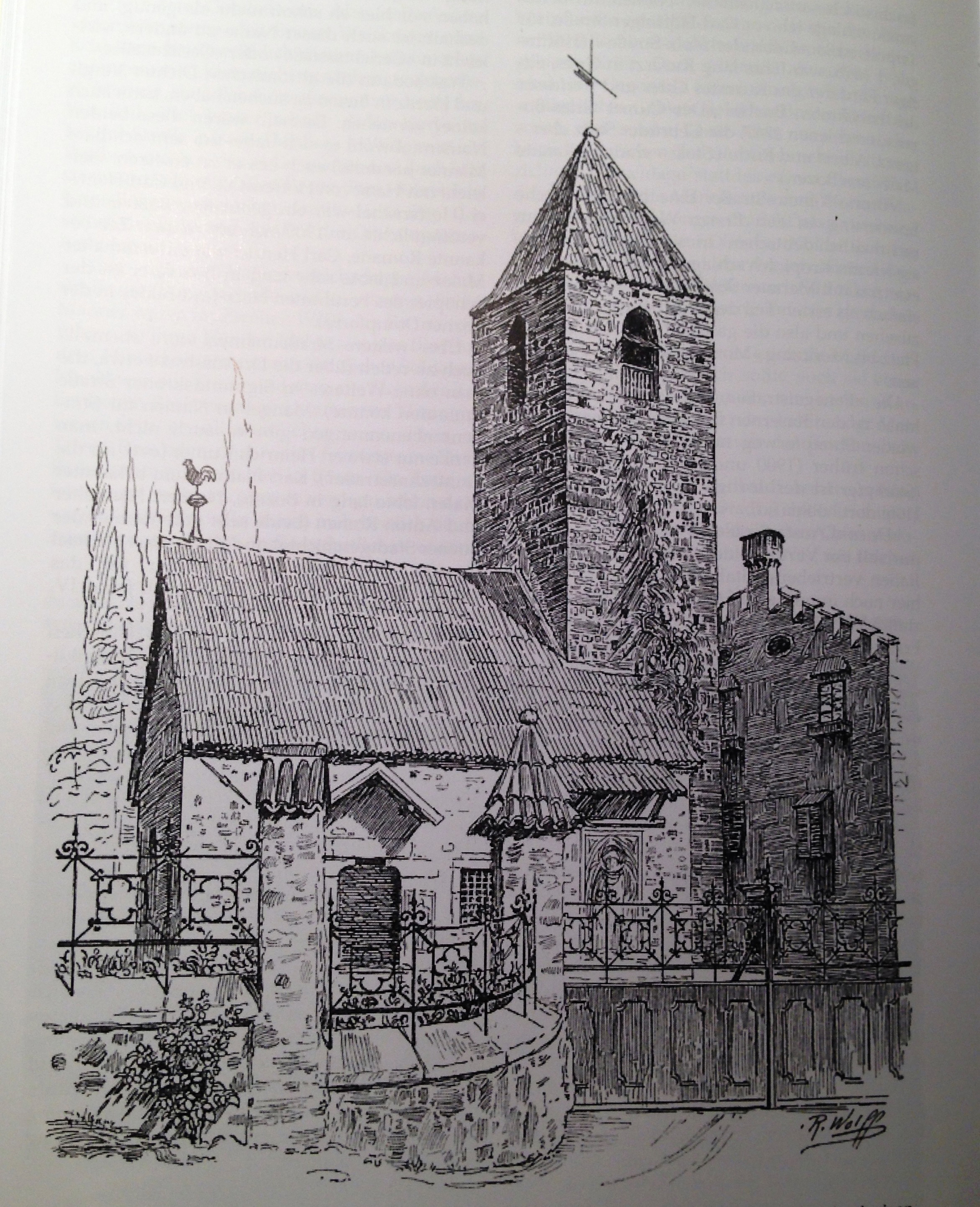
Die St.-Oswald-Kirche im Jahr 1912 vor der Zerstörung (Lithographie von Richard Wolff)

St. Oswald (auch St. Oswald im Dorf) war eine Kirche am Oswaldweg in Bozen (Stadtteil Dorf, ehemals der alten Landgemeinde Zwölfmalgreien zugehörig), die dem hl. Oswald von Northumbria geweiht war. Die spätromanische Ostturmkirche wird 1288 zum ersten Mal erwähnt („sanctus Oswaldus“ und „neben sant Oswalten“), nach Beschädigungen durch Bergstürze 1323 und 1405 neu geweiht und 1412 als „sant Oswalt pey Poczen“ bezeichnet. Das Kirchweihfest wurde am Todestag des hl. Oswald am 5. August begangen. Bei der Bombardierung Bozens im Zweiten Weltkrieg wurde die Kirche am 2. Dezember 1943 durch eine amerikanische Fliegerbombe vernichtet. Erhalten sind nur noch die Grundmauern. Seit 1951 stehen diese unter Denkmalschutz.
Aus den Jahren 1481 bis 1800 sind über 60 Rechnungsbücher von St. Oswald im Stadtarchiv Bozen überliefert (Hss. 1398–1461), die von den jeweiligen Kirchpröpsten geführt wurden.

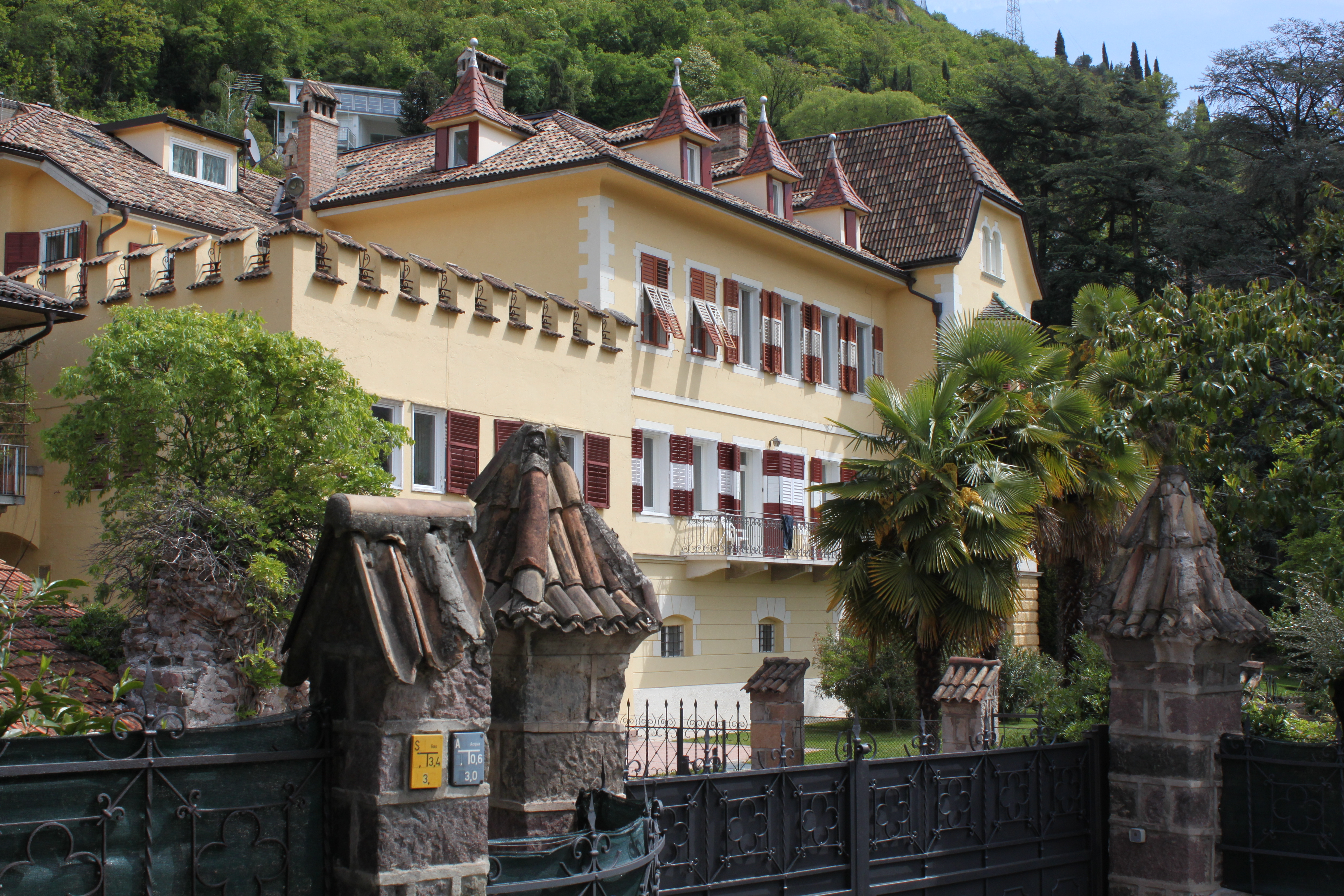
Ansitz St. Oswald in Bozen-Dorf

Bozens Oswaldpromenade trägt ihren Namen nach der Kirche; ihr stadtseitiger Zubringer wurde am 29. November 1908 eröffnet, nimmt annähernd vom ehemaligen Kirchplatz seinen Ausgang und führt über die Felsformation der sog. Schwarzmander nach St. Anton (Westteil), während die Verzweigung nach St. Magdalena entlang des Hanges des Hörtenbergs im Jahr 1937 aus Stiftungsmitteln des Wohltäters Karl von Müller errichtet wurde (Ostteil). Vom Karl-von-Müller-Denkmal geht ein alter Fußweg auf den Ritten ab, der über den Weinhof Peterploner und das Hörtenberg-Kreuz nach Oberbozen-Himmelfahrt führt. 
Am Beginn der Oswaldpromenade befindet sich der um 1900 in historistischen Formen errichtete Ansitz St. Oswald samt Park.